# Netzwerk Frauen- und Geschlechterforschung NRW

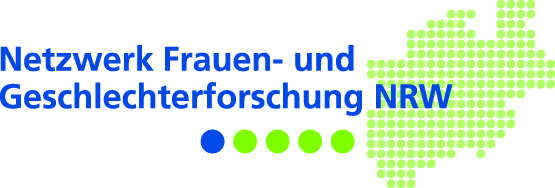
Netzwerk Frauen- und Geschlechterforschung NRW

Das Netzwerk Frauen- und Geschlechterforschung NRW ist ein interdisziplinäres Wissenschaftsnetzwerk an nordrhein-westfälischen Hochschulen, das sich für eine geschlechtergerechte Wissenschafts- und Hochschulentwicklung einsetzt. Im Jahr 2023 zählte das Netzwerk insgesamt 185 Professuren und 256 wissenschaftlich Tätige an 38 Hochschulen in Nordrhein-Westfalen sowie an sieben hochschulnahen Forschungseinrichtungen. Hinzu kommen sieben interdisziplinäre Zentren der Geschlechterforschung, sieben disziplinäre Arbeitsstellen, sechs Gender-Studies-Studiengänge, ein weiterbildender Studiengang „FrauenStudien“ und ein Frauenstudiengang Maschinenbau. Die Aktivitäten des Netzwerks werden von der Landesregierung und den Hochschulen Nordrhein-Westfalens gefördert.

## Geschichte und Entwicklung
Das Netzwerk Frauen- und Geschlechterforschung wurde 1986 unter dem Namen Netzwerk Frauenforschung NRW auf Initiative engagierter Wissenschaftlerinnen und der damaligen nordrhein-westfälischen Wissenschaftsministerin Anke Brunn (SPD) gegründet. Hintergrund war die hohe Unterrepräsentanz von Wissenschaftlerinnen an den Universitäten und fehlende Forschungen zu Themenfeldern, die die Lebenslagen und -bedingungen von Frauen mitberücksichtigten.
Vorläufer des Netzwerks war der Arbeitskreis Wissenschaftlerinnen von NRW, in dem sich Ende der 1970er-Jahre Wissenschaftlerinnen in NRW zusammengeschlossen hatten, um sich über ihre Erfahrungen in Forschung und Lehre auszutauschen. Eingebunden in die westdeutsche Frauenbewegung und -forschung stellten sie erste Forderungen, Wissenschaftlerinnen und die Verankerung von Frauenstudien an den Hochschulen zu unterstützen.
Kern des Netzwerks sind Professuren mit einer (Teil-)Denomination in der Frauen- und Geschlechterforschung, die vom Wissenschaftsministerium des Landes NRW gefördert und von einer NRW-Hochschule eingeworben wurden. Zwischen 1986 und 1999 entstanden so 56 Professuren. Hinzu kamen seit 2015 Professuren in Fächern wie der Physik, der Medizin oder den Rechtswissenschaften, in denen Geschlechterforschung bislang kaum verankert ist. Diese Schwerpunktsetzung trägt zum Profil nordrhein-westfälischer Hochschulen bei. Seit 1994 setzt die nach der österreichischen Sozialpsychologin Marie Jahoda benannte Marie-Jahoda-Gastprofessur an der Ruhr-Universität Bochum zusätzlich Akzente für eine internationale, interdisziplinäre und innovative Geschlechterforschung. Zwei Mal jährlich kommen international ausgewiesene Wissenschaftlerinnen und Wissenschaftler der Frauen-, Geschlechter- und Genderforschung aus der ganzen Welt an die Ruhr-Universität Bochum.
Mittlerweile vernetzen sich im Netzwerk auch Professuren, die Frauen-, Geschlechter- und Genderforschung ohne ausdrückliche Denomination als erkenntniserweiternden Bereich in Forschung und Lehre verfolgen.
Seit 1997 schließen sich in einem eigenen „Netzwerk Mittelbau“ Wissenschaftlerinnen und Wissenschaftler der Frauen- und Geschlechterforschung ohne Professur zusammen. Die vom Netzwerk Mittelbau organisierten jährlichen Veranstaltungen bieten einen Raum zum fachlichen und hochschulpolitischen Austausch.
Mit der Gründung von Zentren, Forschungs- und Arbeitsstellen für Geschlechterforschung und der Schaffung von Studiengängen im Bereich der Gender Studies nutzen diese Institutionen seit 2012 das Netzwerk zu Kommunikation, Austausch und Abstimmung.
Im Zuge der Ausdifferenzierung von Frauenforschung hin zur Geschlechterforschung und zu den Gender Studies wurde im Herbst 2010 das Netzwerk Frauenforschung NRW in Netzwerk Frauen- und Geschlechterforschung NRW umbenannt.

## Organisation und Struktur
Die Koordinations- und Forschungsstelle (KoFo) führt die Geschäfte des Netzwerks. Sie hat vier Arbeitsbereiche: 
1. eine personen- und hochschulbezogene Vernetzung von Professuren und wissenschaftlich Arbeitenden aus der Frauen- und Geschlechterforschung sowie die Vernetzung von Studienschwerpunkten und Einrichtungen der Gender Studies;
2. Hochschul- und Wissenschaftsforschung unter Gleichstellungs- und Genderaspekten;
3. Redaktion und Publikation von gleichstellungs- und geschlechterbezogenen Forschungsergebnissen (print und online) sowie ihre Aufarbeitung und Aktualisierung in Datenbanken;
4. Organisation von Tagungen und Veranstaltungen zu wechselnden Themenschwerpunkten zwecks Austausch und Vernetzung.

Im Jahre 2017 wurde die KoFo als zentrale Einrichtung an der Universität Duisburg-Essen verstetigt. Ihre Arbeit wird durch einen wissenschaftlichen Beirat begleitet. Der Beirat wird alle vier Jahre von den Mitgliedern des Netzwerks gewählt. Aus seiner Mitte wählt er eine Sprecherin oder einen Sprecher samt Vertretung und begleitet die Arbeit der Koordinations- und Forschungsstelle.
Zugleich wird an der KoFo im dreijährigen Turnus der Gender-Report zur Geschlechter(un)gerechtigkeit an nordrhein-westfälischen Hochschulen mit jeweils spezifischer Aufgabenstellung fortgeschrieben. Die eigenständige Forschungsarbeit der KoFo verortet sich interdisziplinär in der Wissenschaftsforschung und zielt auf Wissen für eine geschlechtergerechte Studien- und Hochschulentwicklung. Dazu gehört auch die Förderung von Genderkompetenz in Lehre und Hochschuldidaktik und die Umsetzung von gleichstellungspolitischen Interventionen an Hochschulen.

## Ziele und Aktivitäten
Das Netzwerk Frauen- und Geschlechterforschung hat das Ziel, Geschlechterordnungen in gesellschaftlichen, kulturellen und wissensbezogenen Kontexten zu erforschen und im Sinne einer zukunftsorientierten gesellschaftlichen Entwicklung in die (Fach)Öffentlichkeit, Politik und Gesellschaft zu vermitteln. Es macht die Bedeutung von Geschlechterforschung als Innovationspotential für nordrhein-westfälische Hochschulen deutlich. Dieser Transfer wird über verschiedene Publikationswege gestaltet – genannt seien hier das Handbuch Interdisziplinäre Geschlechterforschung sowie GENDER. Zeitschrift für Geschlecht, Kultur und Gesellschaft, das Journal Netzwerk Frauen- und Geschlechterforschung NRW, die Buchreihe Geschlecht und Gesellschaft sowie der Blog interdisziplinäre geschlechterforschung.